# فيرينك سيه
فيرينك سيه (بالمجرية: Cseh Ferenc؛ بالألمانية: Ferenc Cseh؛ بالإنجليزية: Ferenc Cseh) هو مطور برمجيات مجري وأمريكي وألماني، ولد في 22 أكتوبر 1943 في بودابست في المجر، وتوفي في 16 يوليو 2018 في سان خوسيه في الولايات المتحدة.